# دیمیتار ماراشلیف
دیمیتار ماراشلیف (بلغاری: Димитьр Xристов Марашлиeв؛ ۳۱ اوت ۱۹۴۷ – ۱۲ ژوئیهٔ ۲۰۱۸) بازیکن فوتبال اهل بلغارستان بود.
از باشگاه‌هایی که در آن بازی کرده‌است می‌توان به باشگاه فوتبال زسکا صوفیه اشاره کرد.
وی همچنین در تیم ملی فوتبال بلغارستان بازی کرده‌است.